# Alendorp
Alendorp is een buurtschap in de verstedelijkte woonplaats Vleuten, die behoort tot de Nederlandse gemeente Utrecht. Alendorp is gelegen aan de 1,9 km lange Alendorperweg, die dwars door het Máximapark loopt.
Vóór de annexatie van Vleuten en De Meern door de gemeente Utrecht in 2001 was de Alendorperweg een verbindingsweg tussen deze beide dorpen. Thans is deze weg alleen een doorgaande weg voor langzaam verkeer. Halverwege de Alendorperweg is een blokkade aangebracht, waardoor voor auto's de oostelijke helft van deze weg alleen vanuit De Meern bereikbaar is en de andere helft alleen vanuit Vleuten.

## Geschiedenis
Alendorp was een hofstede, waarvan het eerste bekende bericht dateert van 1327. In dat jaar droegen Hendrik van Alendorp en zijn vrouw Elisabeth de helft van de korentiende op aan de Proost van Oudmunster in Utrecht. Thans bevindt zich aan de Alendorperweg een boerderij met de naam Alendorp. Deze ligt op de vermoedelijke plaats van de gelijknamige middeleeuwse hofstede.
Op oude topografische kaarten heet de Alendorperweg Alendorper Dijk. Deze dijk liep globaal in zuidoost-noordwest-richting. Rechts ervan lagen de hogere stroomruggronden van de rivier de Rijn en links ervan de lagere komgronden van de Polder het Weer.
In de 20e eeuw was tuinbouw het belangrijkste middel van bestaan in Alendorp. Tot ongeveer 1960 waren aan de Alendorperweg de Vleutense Proeftuin en een lagere tuinbouwschool gevestigd. 

## Kerkje

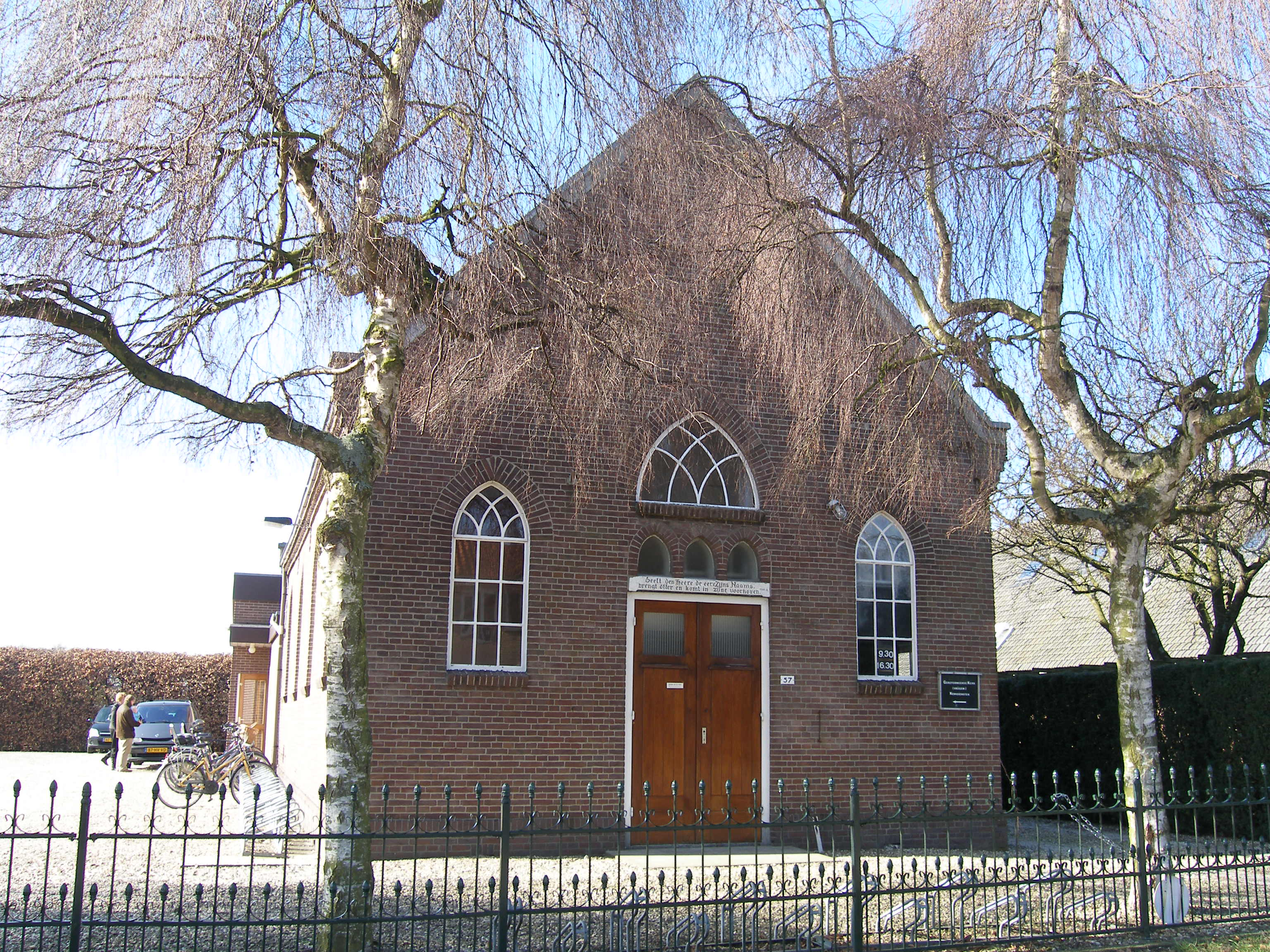
voormalig kerkje aan de Alendorperweg

Aan de Alendorperweg 57 ligt een gemeentelijk monument, een voormalige kleine zaalkerk, gebouwd in de jaren 1894-1896 in opdracht van de Gereformeerde Kerk van Vleuten en De Meern. Dit kerkje in een landelijk gebied lag op ongeveer gelijke afstand van de beide dorpen. Na de verhuizing van de gereformeerden naar een nieuw kerkgebouw aan de Woerdlaan in De Meern, nam in 1952 de Gereformeerde Kerk Vrijgemaakt Vleuten-De Meern het kerkje aan de Alendorperweg over. In 2017 is het verkocht aan een particulier, omdat het voor de vrijgemaakten te klein werd. Sinds juli 2019 beschikken zij over een nieuw kerkgebouw aan de Alendorperweg nabij het castellum in De Meern.

## Alendorperwetering en brug
Dicht bij het kerkje kruist de Alendorperweg de Alendorperwetering. Feitelijk is deze watergang een oude tak van de rivier de Rijn. De brug in de Alendorperweg over deze wetering was vroeger van steen. De gemeente Utrecht heeft deze brug vervangen door een ijzeren ophaalbrug, een gemeentelijk monument uit 1912. Deze brug, de Jeremiebrug over de Kruisvaart bij het  station Utrecht Vaartsche Rijn, moest wijken voor de bouw van dit station. Op de huidige plaats staat het formaat van deze forse brug in geen enkele verhouding tot de breedten van de weg en het te overspannen water.
Wijken van Utrecht: Binnenstad · Oost · Leidsche Rijn · West · Overvecht · Zuid · Noordoost · Zuidwest · Noordwest · Vleuten-De Meern

Dorpen: Haarzuilens · De Meern · Vleuten      Buurtschappen: Alendorp · Blauwkapel (deels) · Lage Haar . Rijnenburg (buurtschap) · Ockhuizen · Oudenrijn · Reijerscop · Stadsdam · Themaat

Utrecht · Plaatsen in de provincie      Nederland · Provincies · Gemeenten
Hedendaagse:
Sporthal Alendorp ·
Sportcentrum Olympos ·
Sporthal Lunetten ·
Sporthal Marehal ·
Sporthal Galgenwaard ·
Vechtsebanen

Niet meer bestaand:
Hoog Catharijne